# Amore (The Hooters)
Amore è il primo album in studio del gruppo musicale statunitense The Hooters, pubblicato nel 1983.

## Tracce
Testi e musiche di Rob Hyman e Eric Bazilian, eccetto dove indicato.

1. Amore – 3:31
2. Blood from a Stone – 3:19
3. Hanging on a Heartbeat – 3:01 (Hyman, Bazilian, Glenn Goss, Jeff Ziv)
4. All You Zombies – 3:47
5. Birdman – 3:17
6. Don't Wanna Fight – 2:50
7. Fightin' on the Same Side – 2:53
8. Concubine – 2:22

## Formazione
- Eric Bazilian – voce (1, 2, 3, 6), chitarra, sassofono
- John Lilley – chitarra
- Rob Hyman – voce (2, 4, 5, 7, 8), tastiera
- Rob Miller – basso, voce
- David Uosikkinen – batteria